# Pavel Lungin
Pavel Lungin (russisk: Па́вел Семёнович Лунги́н) (født 12. juli 1949 i Moskva i Sovjetunionen) er en sovjetisk filminstruktør og manuskriptforfatter.

## Filmografi
- Taxi Blues (Такси-блюз, 1990)[1][2]
- Luna Park (Луна-парк, 1992)
- Svadba (Свадьба, 2000)
- Tycoon (Олигарх, 2002)
- Bednyje rodstvenniki (Бедные родственники, 2005)
- Ostrov (Остров, 2006)
- Vetka sireni (Ветка сирени, 2007)
- Tsar (Царь, 2009)
- Dirizjor (Дирижёр, 2012)
- Spar dame (Дама пик, 2016)
- Bratstvo (Братство, 2019)